# Gothmund
Gothmund ist eine Fischersiedlung an der Trave, zwischen Lübeck und Travemünde gelegen, unweit des Herrentunnels. Das Gebiet gehört heute mit den Siedlungen Karlshof und Israelsdorf zum Lübecker Stadtteil Lübeck-St. Gertrud.
In der Varendorfschen Landkarte von 1796 heißt der Ort Goodmund.

## Geschichte

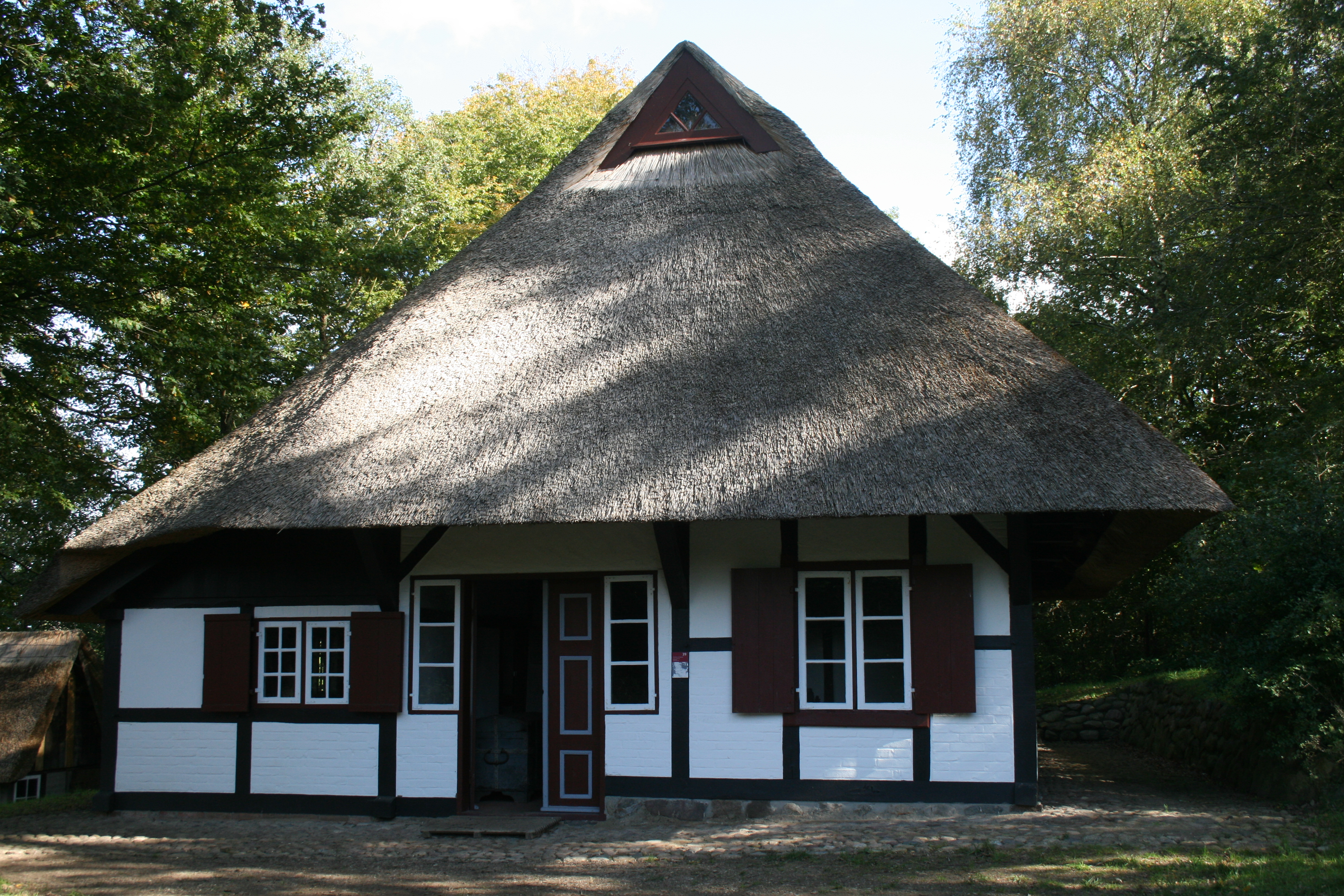
Fischerhaus aus Gothmund im Freilichtmuseum Molfsee bei Kiel

Die Gothmunder Fischer werden erstmals 1502 in einem Protokoll der Lübecker Ratsversammlung erwähnt: de vischere to deme Godmunde, tegen Symesen awer liggende (Die Fischer zu Gothmund liegen gegenüber Siems)
und erhalten 1585 in der ersten allgemeinen Fischereiordnung eigene Rechte.
Die Siedlung diente ursprünglich als Zwischenstation, um den von der Ostsee kommenden Fischern die lange Rückreise auf der Trave zu den Lübecker Häfen abzukürzen. Der natürliche Schutzhafen ist durch einen Schilfgürtel von der Trave abgetrennt. Anfangs waren nur einfache Katen (Schutzhütten) für kurzzeitigen Aufenthalt vorhanden, später wurden feste Häuser gebaut. Ein Beispiel für die historischen Fischerkaten ist im Schleswig-Holsteinischen Freilichtmuseum Molfsee bei Kiel aufgebaut.
Die Siedlung wurde durch das Ostseesturmhochwasser am 13. November 1872 stark beschädigt; bei einem Brand im Jahre 1893 wurde fast die Hälfte aller Häuser zerstört.

## Heutiger Zustand
Die reetgedeckten Fischerhäuser können heute durch einen Spazierweg, der durch die Siedlung führt, betrachtet werden. Unter Denkmalschutz stehen die Häuser Fischerweg 10 bis 18. Die Siedlung selbst ist autofrei. Im natürlichen Schutzhafen sind noch einige aktiv benutzte Fischerboote vorhanden. Unmittelbar westlich der Siedlung beginnt das Naturschutzgebiet Schellbruch. Der Ort liegt am Treidelstieg der Trave, von dem aus die Segelschiffe früher getreidelt wurden, wenn der Wind ungünstig kam.

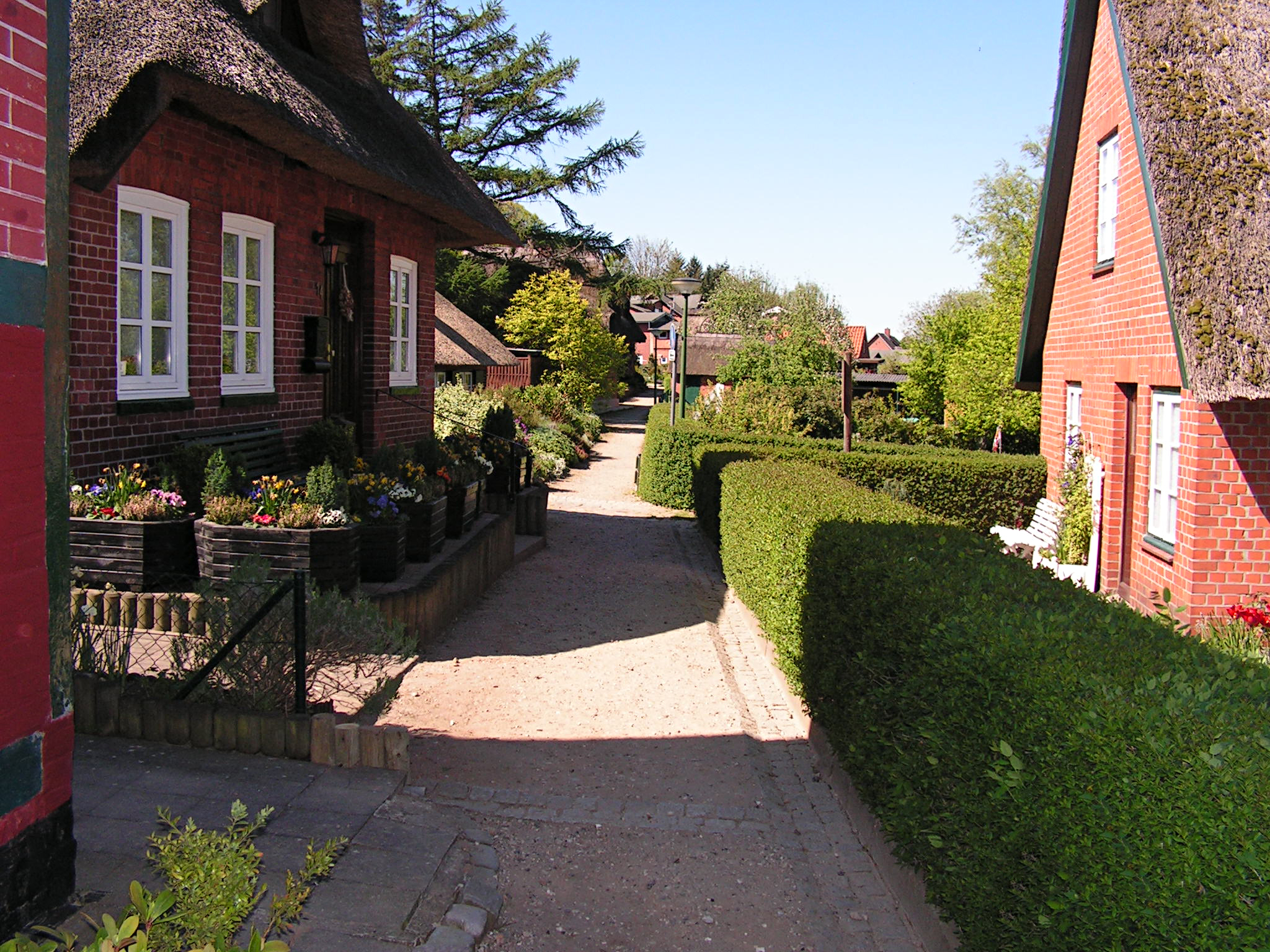
Fischerweg durch Gothmund
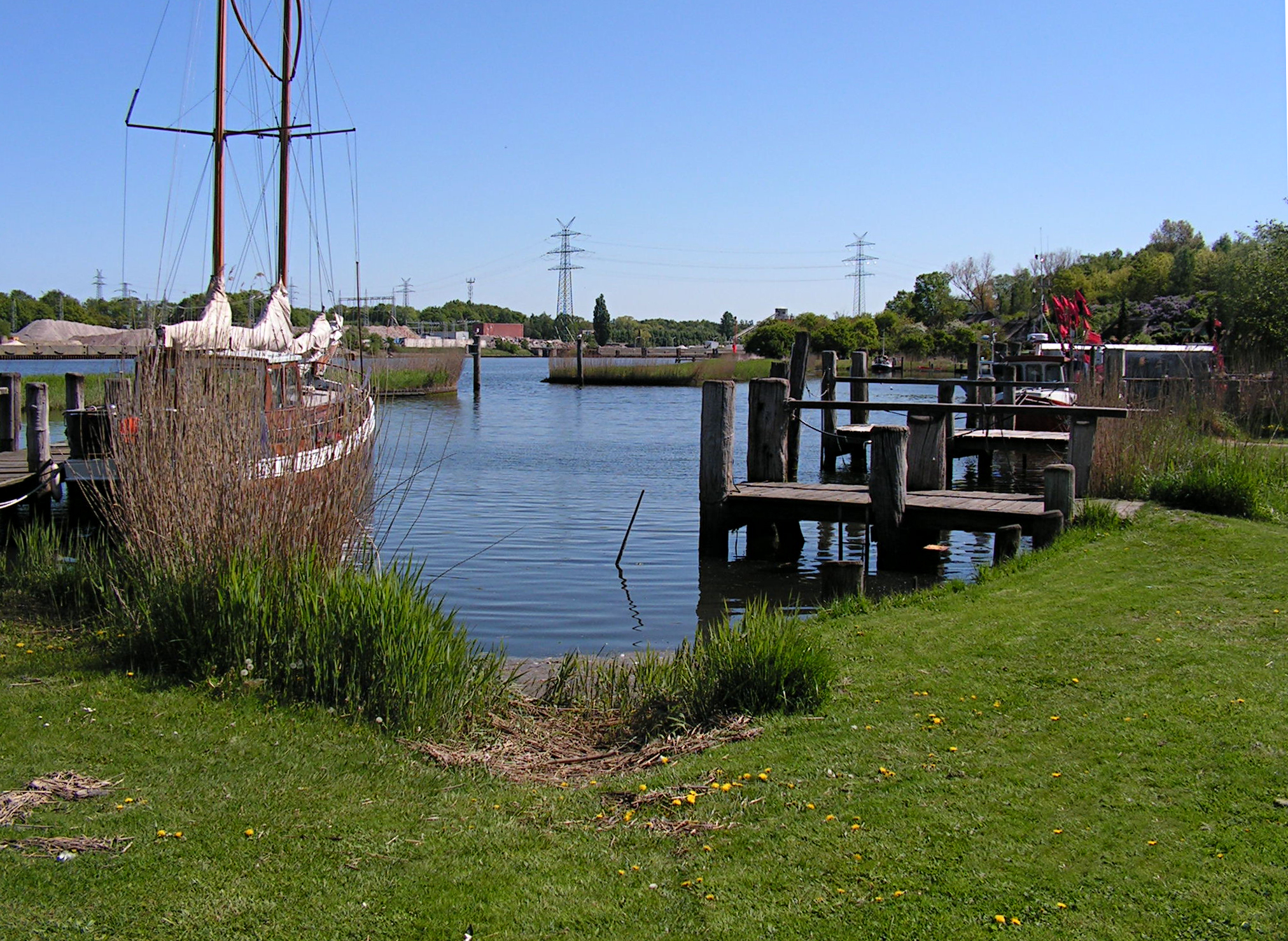
Fischereihafen, links fließt die Trave (Fließrichtung v. l. n. r.)
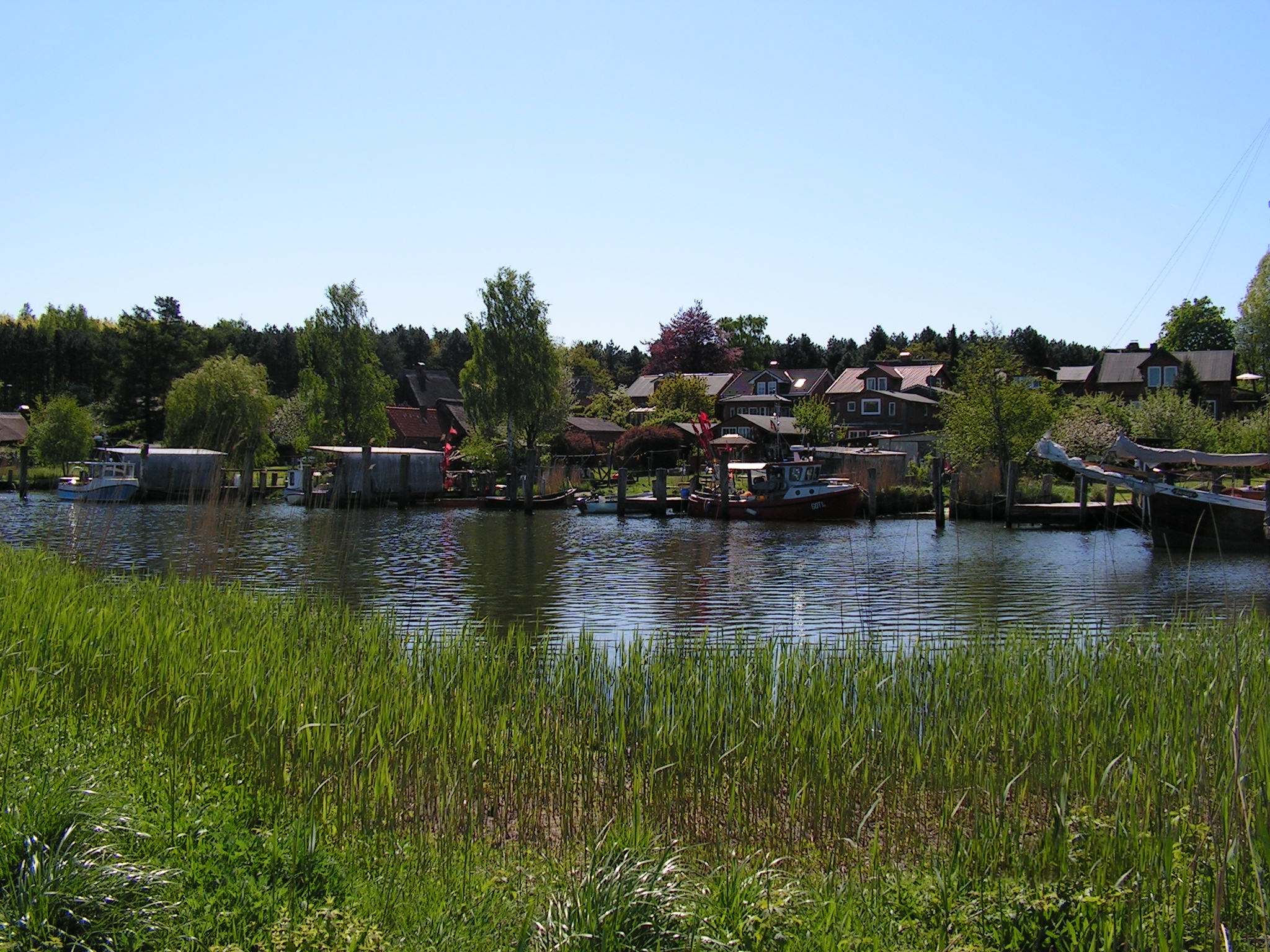
Blick auf die Siedlung von der Traveseite

## Künstlerkolonie

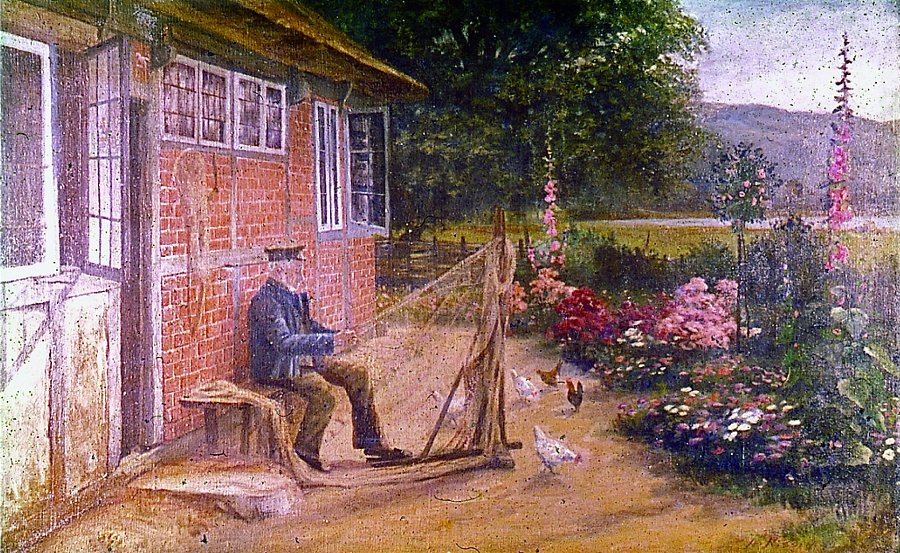
Anton Nissen: Netz flickender alter Fischer vor seinem Haus in Gothmund

Mitte der 1880er Jahre kamen erste Künstler nach Gothmund, um Motive des Fischerdorfs an der Trave zu verarbeiten, und es entstand die kleine Künstlerkolonie Gothmund. Einer der Ersten war der Hamburger Maler Ernst Eitner (Fischerhäuser in Gothmund), der den Stil des französischen Impressionismus adaptierte. Hinzugesellten sich zeitweise Carl Malchin, Gustav Wendling, Andreas Dirks, Arthur Illies, Christian Rohlfs (Häuser unter Reet hinter Bäumen, Gothmund, 1899) und andere.